# Rome (Ohio)
Rome és una població dels Estats Units a l'estat d'Ohio. Segons el cens del 2000 tenia 117 habitants.

## Demografia
Segons el cens del 2000, Rome tenia 117 habitants, 46 habitatges, i 31 famílies. La densitat de població era de 167,3 habitants per km².
Dels 46 habitatges en un 43,5% hi vivien nens de menys de 18 anys, en un 43,5% hi vivien parelles casades, en un 15,2% dones solteres, i en un 32,6% no eren unitats familiars. En el 28,3% dels habitatges hi vivien persones soles el 15,2% de les quals corresponia a persones de 65 anys o més que vivien soles. El nombre mitjà de persones vivint en cada habitatge era de 2,54 i el nombre mitjà de persones que vivien en cada família era de 3,06.
Per edats la població es repartia de la següent manera: un 29,9% tenia menys de 18 anys, un 7,7% entre 18 i 24, un 28,2% entre 25 i 44, un 22,2% de 45 a 60 i un 12% 65 anys o més.
L'edat mediana era de 33 anys. Per cada 100 dones de 18 o més anys hi havia 86,4 homes.
La renda mediana per habitatge era de 31.136 $ i la renda mediana per família de 31.944 $. Els homes tenien una renda mediana de 19.167 $ mentre que les dones 30.500 $. La renda per capita de la població era de 12.026 $. Aproximadament el 28,9% de les famílies i el 24,4% de la població estaven per davall del llindar de pobresa.

## Poblacions més properes
El següent diagrama mostra les poblacions més properes.